# مرغ تقلیدگر شمالی
مرغ تقلیدگر شمالی یا مرغ مقلد شمالی (نام علمی: Mimus polyglottos) تنها مرغ مقلدی است که به‌طور معمول در آمریکای شمالی یافت می‌شود. این پرنده عمدتاً اقامت دائمی دارد، اما ممکن است با فرارسیدن فصل سرما و پدید آمدن شرایط غیرقابل تحمل، به مناطق جنوبی‌تر که هوای گرم‌تری دارد پرواز کند. در اروپا گونه نادری به‌شمار می‌رود. این گونه نخستین بار در سال ۱۷۵۸ توسط کارل لینه در کتاب سامانه طبیعت با عنوان Turdus polyglottos معرفی شد. این عنوان به معنی «طُرقه چند زبانه» می‌باشد که گویای توانایی بالای این پرنده در تقلید و تولید اصوات مختلف است. مرغ تقلیدگر شمالی دارای پرهای خاکستری مایل به قهوه‌ای و شکمی کمی سفید است. دم و بالهای آن دارای لکه‌های سفید رنگ است که در هنگام پرواز قابل مشاهده است.
مرغ تقلیدگر شمالی یک موجود همه‌چیزخوار است و منابع تغذیه‌ای او عمدتاً هم حشرات و هم میوه در محیطهای باز و حاشیه جنگل‌ها است، اما در مراتع علوفه نیز می‌خورد. نژادهای مرغ مقلد شمالی در جنوب شرقی کانادا، ایالات متحده، شمال مکزیک، باهاما، جزایر کیمن و آنتیل بزرگ وجود دارد. در عرضهای جغرافیایی پایینتر جمعیت مرغ مقلد شمالی با نزدیکترین گونه به خود یعنی مرغ مقلد گرمسیری جایگزین می‌شود. مطابق گزارش اتحادیه بین‌المللی حفاظت از طبیعت (IUCN)، مرغ مقلد شمالی با عنوان کمترین نگرانی فهرست شده است.
مرغ تقلیدگر شمالی به هوشمندی معروف است. یک مطالعه در سال ۲۰۰۹ نشان داد این پرنده قادر به شناسایی مشخص انسان است، به ویژه کسانی که که در گذشته متجاوز یا تهدیدکننده بوده‌اند. همچنین این پرندگان مناطق تولیدمثلی خود را تشخیص داده و به جاهایی بازمی‌گردند که در سال‌های گذشته بیشترین موفقیت را داشته‌اند؛ رفتاری که از پرندگان شهری سر می‌زند.

## طبقه‌بندی
کارل لینه اولین بار این گونه را در کتاب خود سامانه طبیعت، در سال ۱۷۵۸ با عنوان Turdus polyglottos معرفی کرد. اسم جنس کنونی آن، Mimus به زبان لاتین به معنی «تقلید» و polyglottos از ریشه یونانی poluglottos به معنی «هماهنگ» و همچنین polus به معنی «بسیار» و glossa به معنی «زبان» است. که بیان کننده توانایی برجسته این پرنده در تقلید صداهای مختلف است. مرغ تقلیدگر شمالی هم خانواده با مرغ مقلد گرمسیری (Mimus gilvus) نظر گرفته می‌شود.

## زیرگونه‌ها
سه زیر گونه شناخته شده برای مرغ تقلیدگر شمالی وجود دارد. نژادهایی از باهاما و هائیتی در زیرگونه orpheus نیز پیشنهاد شده‌اند.
- M. p. polyglottos (لینه، ۱۷۵۸) در بخش شرقی آمریکای شمالی یافت می‌شود، از نوا اسکوشیا تا نبراسکا، تا جنوب تگزاس و فلوریدا.[۷][۸]
- M. p. leucopterus «مرغ مقلد غربی» (ویگورس، ۱۸۳۹): در بخش غربی آمریکای شمالی یافت می‌شود، از شمال غربی نبراسکا و غرب تگزاس تا ساحل اقیانوس آرام، و از جنوب به مکزیک و جزیره سوکورو. این نزاد بزرگتر از M. p. polyglottos و دارای دمی کمی کوتاه‌تر است.
- M. p. orpheus (لینه، ۱۷۵۸) از باهاما تا آنتیل بزرگ، همچنین جزایر کیمن و ویرجین. مشابه با M. m. polyglottos است به جز لکه‌ای کوچکتر و سایه‌مانند خاکستری در قسمت پشتش.

## آواز و صداها

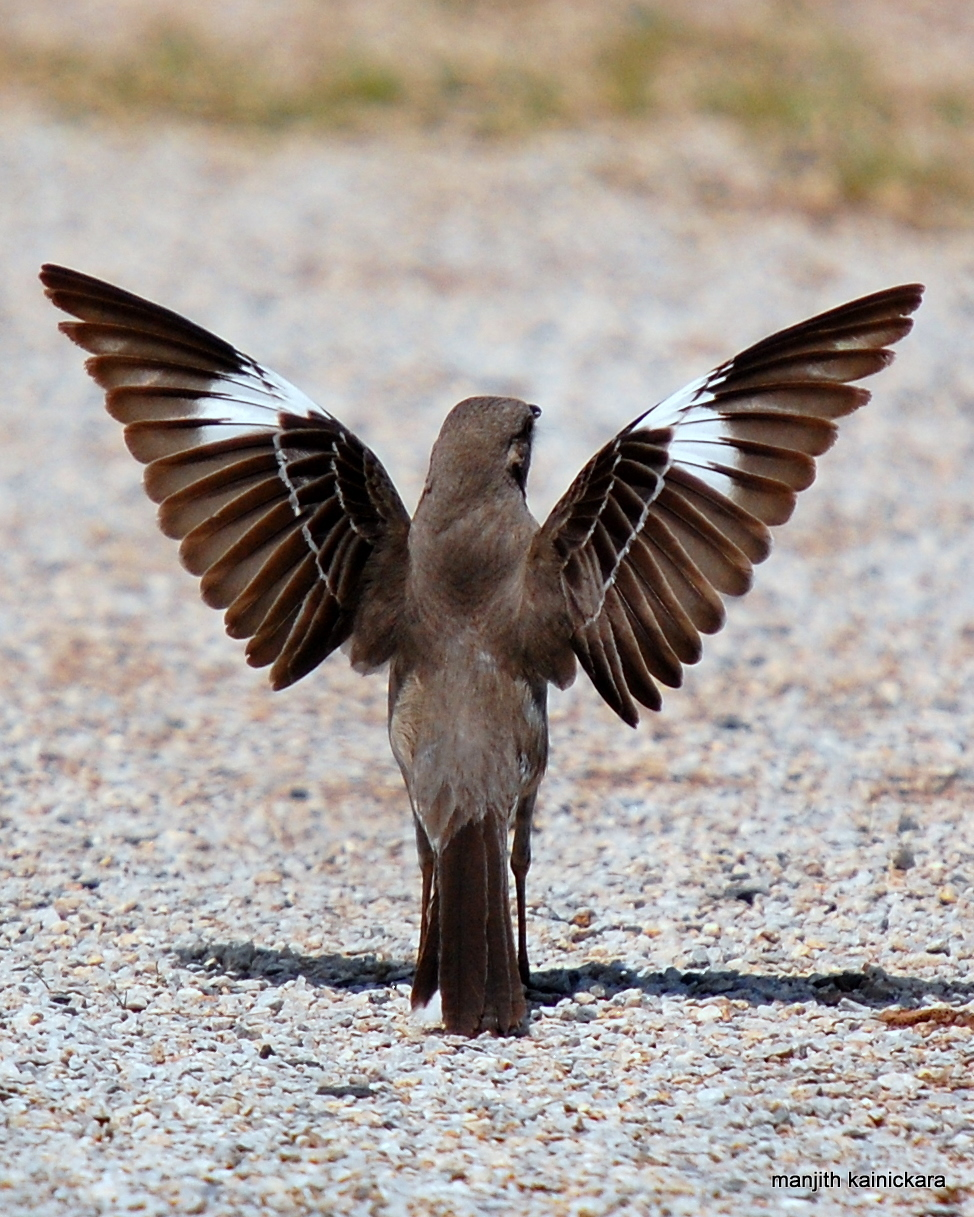
مرغ تقلیدگر شمالی

اگرچه بسیاری از گونه‌های مرغ تقلیدگر صدای دیگر پرندگان را تقلید می‌کنند، اما مرغ تقلیدگر شمالی بهترین آنها به‌شمار می‌رود. از گونه‌هایی که مرغ تقلیدگر شمالی آوازشان را تقلید می‌کند می‌توان به رن کارولینای، کاردینال شمالی، چرخریسک پرزی، آدمگریز شرقی، گنجشک خانگی، برفک چوب و کبود مرغ شرقی اشاره کرد، اصوات دارکوب طلایی شمالی و مرغ‌مگس کاکل‌دار و جیجاق آبی و سینه‌سرخ آمریکایی نیز از دیگر صداهایی است که این گونه تقلید می‌کند. این پرنده نه تنها آواز و اصوات پرندگان بلکه صداهای حیوانات دیگر مانند گربه، سگ، قورباغه و جیرجیرک و صداهای وسایل مصنوعی مانند صدای چرخدنده‌های روغنکاری نشده و حتی صدای دزدگیر اتومبیل را نیز تقلید می‌کند. به همان اندازه که این تقلیدها ممکن است برای انسان گمراه کننده باشد، آنها اغلب نمی‌توانند پرندگان دیگر مانند جیجاق خاشاک فلوریدا را گول بزنند.
تقلید در مرغ تقلیدگر شمالی به احتمال زیاد به عنوان نوعی انتخاب جنسی نیز عمل می‌کند که از طریق رقابت بین جمعیت نر برای انتخاب شدن توسط ماده‌ها با اندازه شباهت اصوات تقلید شده به منبع اصلی آن است. یک مطالعه در سال ۲۰۱۳ سعی در تعیین مدل برای تقلیدهای صوتی کرد و داده‌ها نشان داد که تقلید در مرغ مقلد ناشی از این است که پرنده از نظر ژنتیکی مستعد یادگیری اصوات بر اساس الگوهای شنوایی توسعه یافته باشد.

هر دو زن نوع نر و ماده مرغ تقلیدگر آواز می‌خوانند. شروع آواز نوع نر از اواخر ژانویه تا فوریه است و تا تابستان و استقرار قلمرو در پاییز ادامه می‌یابد. فرکانس در آوازهای زنانه پراکنده‌تر است و در تابستان و پاییز کمتر آواز می‌خوانند و تنها وقتی که مرد از قلمرو دور است آواز می‌خواند. مرغ مقلد همچنین دارای یک آوار بزرگ آهنگ است که از ۴۳ تا ۲۰۳ نوع آهنگ متفاوت را شامل می‌شود و طول آن بسته به منطقه متفاوت است. یک پژوهش در تگزاس آمریکا اندازه این آوازها را بین ۱۴ تا ۱۵۰ آواز در تگزاس و دو تحقیق در فلوریدا تعداد آنها را ۱۳۴ و ۲۰۰ تخمین زده‌اند. این به نظر می‌رسد که مرغ مقلد به‌طور مستمر تعداد آواهای خود را در طی عمر خود گسترش می‌دهد. هر چند به‌طور کلی در مقایسه با غله پاک قهوه ای محدودتر هستند.
فارغ از آوازهای مرغ تقلیدگر شمالی، چهار صوت تماسی نیز برای برقراری ارتباط با دیگر اعضای جمعیت شناخته شده‌اند: صوت تسکین دهنده لانه، صوت بریده، صوت مشاجره و گپ‌وگفت و صوت درخواست. تماس بریده عمدتاً توسط هر دو جنس برای توجه دادن در مورد شکارچیان احتمالی لانه، تعقیب درون گونه ای و تعامل‌های مختلف بین جفتهای مختلف استفاده می‌شود. تفاوت بین گپ‌وگفت‌ها و مشاجرات فراوانی در استفاده است، زیرا گپ‌وگفت‌ها در تمام طول سال هستند و مشاجرات در پاییز رخ می‌دهند. تفاوت دیگر این است که به نظر می‌رسد مشاجرات در پاییز در دفاع از قلمرو مورد استفاده قرار می‌گیرند و گپ‌وگفت توسط هر دو جنس در هنگام آزار دیدن استفاده می‌شود. اصوات تسکین و درخواست فقط توسط نرها استفاده می‌شوند.

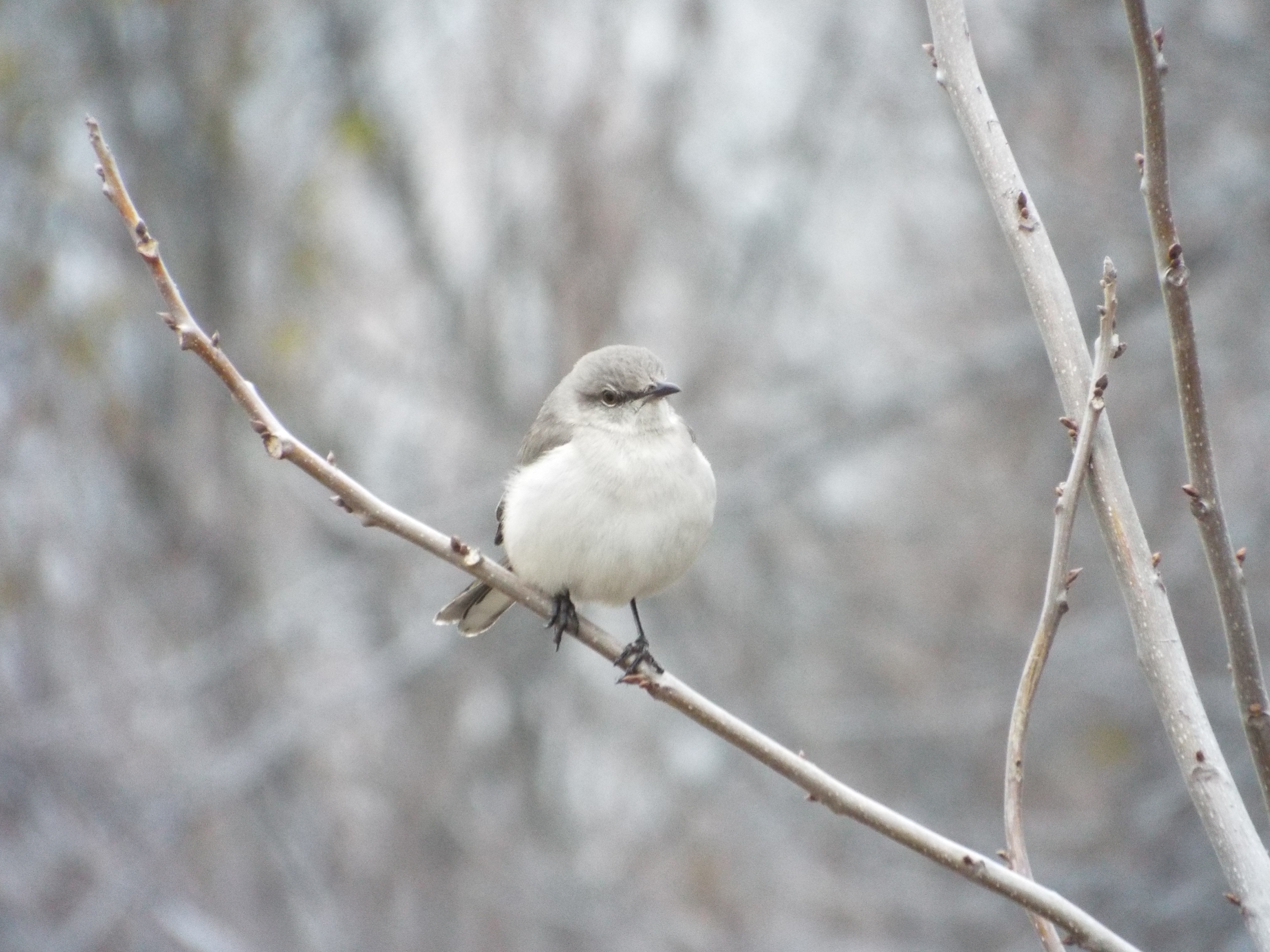
مرغ تقلیدگر شمالی بالغ دارای سینه‌های خاکستری مایل به سفید